# La Ricamarie
La Ricamarie – miejscowość i gmina we Francji, w regionie Owernia-Rodan-Alpy, w departamencie Loara.
Według danych na rok 1990 gminę zamieszkiwało 10 246 osób, a gęstość zaludnienia wynosiła 1474 os./km² (wśród 2880 gmin regionu Rodan-Alpy La Ricamarie plasuje się na 64. miejscu pod względem liczby ludności, natomiast pod względem powierzchni na miejscu 1361.).